# Animeism
Animeism (アニメイズム, Animeizumu) – mot-valise entre anime et -ism – est une case horaire des chaînes télévisées japonaises MBS et TBS consacrée aux anime. Créée en avril 2012, elle est diffusée chaque samedi matin, à l'instar de noitaminA de Fuji TV qui est également diffusé les vendredis matins.

## Historique
Le 6 octobre 2006, avec le début de la diffusion de la série Code Geass: Lelouch of the Rebellion produite par MBS, une case horaire pour les anime de nuit, intitulée Mokuyō Anime (木曜アニメ, litt. « Anime du jeudi »), est créée pour les jeudis soirs (techniquement le vendredi matin) sur la même chaîne. Avec la réorganisation de la case en avril 2012, le nom Animeism (アニメイズム) est pour la première fois introduit avec deux des trois séries d'animations produites par MBS qui sont conjointement diffusées les vendredis matins sur TBS sous les appellations « B1 » et « B2 ».
En avril 2015, il a été décidé que la case soit déplacée d'une journée, passant du jeudi soir au vendredi soir (soit le samedi matin), afin d'éviter la concurrence directe avec noitaminA.
Comme pour noitaminA, un accord est signé avec Amazon visant à diffuser en streaming exclusivement sur son service Prime Video le 29 juin 2017, en commençant avec Rage of Bahamut: Virgin Soul et Shōkoku no Altair. En 2019, le contrat de streaming n'était plus en vigueur dans le monde entier, Prime Video ne diffusant que les titres exclusivement au Japon,.
Le 8 mars 2019, MBS a introduit la case horaire Super Animeism (スーパーアニメイズム, Sūpā Animeizumu), qui étend la case Animeism d'une demi-heure à partir de juillet 2019. Fire Force est la première série à être diffusée pendant cette horaire. Pour mener à bien cette introduction, tout en maintenant le système des deux blocs pour le printemps 2019, le bloc B1 a dû comprendre deux séries aux épisodes courts, en l'occurrence Senryū shōjo et Midara na Ao-chan wa benkyō ga dekinai (en).

## Séries diffusées
| #   | Bloc    | Titre                                                                      | Créneau horaire | Dates de diffusion | Dates de diffusion | Nb. éps. | Studio                                   | Notes |
| #   | Bloc    | Titre                                                                      | Créneau horaire | Début              | Fin                | Nb. éps. | Studio                                   | Notes |
| --- | ------- | -------------------------------------------------------------------------- | --------------- | ------------------ | ------------------ | -------- | ---------------------------------------- | --- |
| 1   | B2      | Natsuiro Kiseki (en)                                                       | 26:25           | 6 avril 2012       | 29 juin 2012       | 12       | Sunrise                                  | Œuvre original |
| 2   | B1      | Eureka Seven: AO                                                           | 25:55           | 13 avril 2012      | 28 septembre 2012  | 24       | Bones                                    | Suite d'Eureka Seven |
| 3   | B2      | Joshiraku                                                                  | 26:25           | 6 juillet 2012     | 28 septembre 2012  | 13       | J. C. Staff                              | Basé sur le manga de Kōji Kumeta |
| 4   | B1      | K                                                                          | 25:30           | 5 octobre 2012     | 28 décembre 2012   | 13       | GoHands                                  | Œuvre original |
| 5   | B2      | The Civilization Blaster                                                   | 26:00           | 5 octobre 2012     | 29 mars 2013       | 24       | Bones                                    | Basé sur le manga de Kyō Shirodaira |
| 6   | B1      | Vividred Operation (en)                                                    | 25:30           | 11 janvier 2013    | 29 mars 2013       | 12       | A-1 Pictures                             | Œuvre original |
| 7   | B2      | Devil Survivor 2: The Animation (en)                                       | 26:05           | 5 avril 2013       | 28 juin 2013       | 13       | Bridge                                   | Basé sur le jeu vidéo d'Atlus |
| 8   | B1      | Valvrave the Liberator                                                     | 25:35           | 12 avril 2013      | 28 juin 2013       | 12       | Sunrise                                  | Œuvre original |
| 9   | B1      | Danganronpa: The Animation                                                 | 25:35           | 5 juillet 2013     | 27 septembre 2013  | 13       | Lerche                                   | Basé sur le jeu vidéo de Spike |
| 10  | B2      | Love Lab (ja)                                                              | 26:05           | 5 juillet 2013     | 27 septembre 2013  | 13       | Doga Kobo                                | Basé sur le manga de Ruri Miyahara |
| 11  | B2      | Kill la Kill                                                               | 26:05           | 4 octobre 2013     | 28 mars 2014       | 24       | Trigger                                  | Œuvre original |
| 12  | B1      | Valvrave the Liberator 2de saison                                          | 25:35           | 11 octobre 2013    | 27 décembre 2013   | 12       | Sunrise                                  | Suite de Valvrave the Liberator |
| 13  | B1      | Hōzuki no reitetsu                                                         | 25:35           | 10 janvier 2014    | 4 avril 2014       | 13       | Wit Studio                               | Basé sur le manga de Natsumi Eguchi |
| 14  | B2      | Akuma no Riddle                                                            | 26:19           | 4 avril 2014       | 19 juin 2014       | 12       | diomedéa                                 | Basé sur le manga de Yun Kōga |
| 15  | B1      | Knights of Sidonia                                                         | 25:49           | 11 avril 2014      | 27 juin 2014       | 12       | Polygon Pictures                         | Basé sur le manga de Tsutomu Nihei |
| 16  | B1      | Persona 4: The Golden Animation                                            | 25:49           | 11 juillet 2014    | 26 septembre 2014  | 12       | A-1 Pictures                             | Basé sur le jeu vidéo d'Atlus |
| 17  | B2      | Black Butler: Book of Circus                                               | 26:19           | 11 juillet 2014    | 12 septembre 2014  | 10       | A-1 Pictures                             | Basé sur le manga de Yana Toboso |
| 18  | B1      | Gundam Reconguista in G                                                    | 25:49           | 3 décembre 2014    | 27 mars 2015       | 26       | Sunrise                                  | Œuvre original |
| 19  | B2      | Yūki Yūna wa yūsha de aru                                                  | 26:19           | 17 décembre 2014   | 26 décembre 2014   | 12       | Studio Gokumi                            | Œuvre original |
| 20  | B2      | Sōkyū no Fafner: -EXODUS-                                                  | 26:19           | 9 janvier 2015     | 4 avril 2015       | 13       | XEBEC, XEBECzwei                         | Suite de Sōkyū no Fafner: Heaven and Earth |
| 21  | B2      | Food Wars!: Shokugeki no Sōma                                              | 26:40           | 4 avril 2015       | 26 septembre 2015  | 24       | J. C. Staff                              | Basé sur le manga de Yūto Tsukuda |
| 22  | B1      | Knights of Sidonia: War of the Ninth Planet                                | 26:10           | 11 avril 2015      | 27 juin 2015       | 12       | Polygon Pictures                         | Suite de Knights of Sidonia |
| 23  | B1      | Classroom Crisis                                                           | 26:10           | 4 juillet 2015     | 26 septembre 2015  | 13       | Lay-duce                                 | Œuvre original |
| 24  | B1      | K: Return of Kings                                                         | 25:55           | 3 octobre 2015     | 26 décembre 2015   | 13       | GoHands                                  | Suite de K: Missing Kings |
| 25  | B2      | Sōkyū no Fafner: -EXODUS- 2de saison                                       | 26:25           | 3 octobre 2015     | 26 décembre 2015   | 13       | XEBEC, XEBECzwei                         | Suite de Sōkyū no Fafner: -EXODUS- |
| 26  | B2      | Shōwa Genroku Rakugo Shinjū                                                | 26:25           | 9 janvier 2016     | 2 avril 2016       | 13       | Studio Deen                              | Basé sur le manga de Haruko Kumota |
| 27  | B1      | Ajin                                                                       | 25:55           | 16 janvier 2016    | 9 avril 2016       | 13       | Polygon Pictures                         | Basé sur le manga de Gamon Sakurai |
| 28  | B1      | Mayoiga (The Lost Village) (en)                                            | 25:55           | 9 avril 2016       | 25 juin 2016       | 12       | diomedéa                                 | Œuvre original |
| 29  | B2      | Magi: Adventure of Sinbad                                                  | 26:25           | 16 avril 2016      | 2 juillet 2016     | 13       | Lay-duce                                 | Basé sur le manga de Shinobu Ōtaka |
| 30  | B1      | 91 Days                                                                    | 25:55           | 9 juillet 2016     | 1er octobre 2016   | 12       | Shuka (ja)                               | Œuvre original |
| 31  | B2      | Berserk                                                                    | 26:25           | 9 juillet 2016     | 24 septembre 2016  | 12       | GEMBA, Millepensee                       | Basé sur le manga de Kentarō Miura |
| 32  | B1      | Haikyū!! Karasuno kōkō vs Shiratorizawa gakuen kōkō                        | 25:55           | 8 octobre 2016     | 10 décembre 2016   | 10       | Production I.G                           | Basé sur le manga de Haruichi Furudate |
| 33  | B2      | Ajin 2de saison                                                            | 26:25           | 8 octobre 2016     | 24 décembre 2016   | 13       | Polygon Pictures                         | Suite d'Ajin |
| 34  | B2      | Shōwa Genroku Rakugo Shinjū 2de saison                                     | 26:25           | 7 janvier 2017     | 25 mars 2017       | 12       | Studio Deen                              | Suite de Shōwa Genroku Rakugo Shinjū |
| 35  | B1      | Blue Exorcist: Kyôto Saga                                                  | 25:55           | 7 janvier 2017     | 25 mars 2017       | 12       | A-1 Pictures                             | Basé sur le manga de Kazue Kato |
| 36  | B2      | Berserk 2de saison                                                         | 26:25           | 7 avril 2017       | 23 juin 2017       | 12       | GEMBA, Millepensee                       | Suite de Berserk |
| 37  | B1      | Rage of Bahamut: Virgin Soul                                               | 25:55           | 8 avril 2017       | 30 septembre 2017  | 24       | MAPPA                                    | Suite de Rage of Bahamut: Genesis |
| 38  | B2      | Shōkoku no Altair                                                          | 26:25           | 8 juillet 2017     | 23 décembre 2017   | 24       | MAPPA                                    | Basé sur le manga de Kotono Kato |
| 39  | B1      | Yūki Yūna wa yūsha de aru: Washio sumi no shō / Yūsha no shō               | 25:55           | 7 octobre 2017     | 6 janvier 2018     | 13       | Studio Gokumi                            | Préquel (Washio sumi no shō) et suite (Yūsha no shō) de Yūki Yūna wa yūsha de aru                                                                                     |
| 40  | B1      | Beatless (ja)                                                              | 25:55           | 13 janvier 2018    | 30 juin 2018       | 24       | diomedéa                                 | Basé sur le roman écrit par Satoshi Hase |
| 41  | B2      | Killing Bites (en)                                                         | 26:25           | 13 janvier 2018    | 31 mars 2018       | 12       | Liden Films                              | Basé sur le manga écrit par Shinya Murata |
| 42  | B2      | Magical Girl Site                                                          | 26:25           | 7 avril 2018       | 23 juin 2018       | 12       | Production doA                           | Basé sur le manga de Kentarō Satō |
| 43  | B1      | Happy Sugar Life (en)                                                      | 25:55           | 14 juillet 2018    | 29 septembre 2018  | 12       | Ezo'la                                   | Basé sur le manga de Tomiyaki Kagisora |
| 44  | B2      | Grand Blue                                                                 | 26:25           | 14 juillet 2018    | 29 septembre 2018  | 12       | Zero-G                                   | Basé sur le manga de Kenji Inoue |
| 45  | B1      | Kishuku gakkō no Juliet                                                    | 25:55           | 5 octobre 2018     | 22 décembre 2018   | 12       | Liden Films                              | Basé sur le manga de Yōsuke Kaneda |
| 46  | B2      | Irozuku sekai no ashita kara                                               | 26:25           | 5 octobre 2018     | 29 décembre 2018   | 13       | P.A.Works                                | Œuvre original |
| 47  | B1      | Domestic na kanojo                                                         | 25:55           | 12 janvier 2019    | 30 mars 2019       | 12       | diomedéa                                 | Basé sur le manga de Kei Sasuga |
| 48  | B2      | Magical Girl Spec-Ops Asuka                                                | 26:25           | 12 janvier 2019    | 30 mars 2019       | 12       | Liden Films                              | Basé sur le manga de Makoto Fukami |
| 49  | B1      | Senryū shōjo                                                               | 25:55           | 6 avril 2019       | 22 juin 2019       | 12       | Connect                                  | Basé sur le manga de Masakuni Igarashi |
| 50  | B1      | Midara na Ao-chan wa benkyō ga dekinai (en)                                | 26:10           | 6 avril 2019       | 22 juin 2019       | 12       | Silver Link                              | Basé sur le manga de Ren Kawahara |
| 51  | B2      | Hitori Bocchi no Marumaru Seikatsu                                         | 26:25           | 6 avril 2019       | 22 juin 2019       | 12       | C2C                                      | Basé sur le manga de Katsuwo |
| 52  | SA      | Fire Force                                                                 | 25:25           | 6 juillet 2019     | 28 décembre 2019   | 24       | David Production                         | Basé sur le manga d'Atsushi Ōkubo |
| 53  | B1      | Granbelm (en)                                                              | 25:55           | 6 juillet 2019     | 27 septembre 2019  | 13       | Nexus                                    | Projet original |
| 54  | B2      | Araburu kisetsu no otome-domo yo.                                          | 26:25           | 6 juillet 2019     | 21 septembre 2019  | 12       | Lay-duce                                 | Basé sur le manga de Mari Okada et de Nao Emoto |
| 55  | B1      | Kabukichō Sherlock (en)                                                    | 25:55           | 12 octobre 2019    | 28 mars 2020       | 24       | NAS (ja) Production I.G                  | Projet original |
| 56  | B2      | Shin: Chūka ichiban! (ja)                                                  | 26:25           | 12 octobre 2019    | 28 décembre 2019   | 12       | Production I.G                           | Basée sur le manga d'Etsushi Ogawa |
| 57  | SA      | Haikyū!! To The Top                                                        | 25:25           | 11 janvier 2020    | 4 avril 2020       | 13       | Production I.G                           | Suite de Haikyū!! Karasuno kōkō vs Shiratorizawa gakuen kōkō |
| 58  | B2      | Runway de waratte                                                          | 26:25           | 11 janvier 2020    | 28 mars 2020       | 12       | Ezo'la                                   | Basée sur le manga de Kotoba Inoya |
| 59  | B1      | Listeners                                                                  | 25:55           | 4 avril 2020       | 20 juin 2020       | 12       | MAPPA                                    | Projet original |
| 60  | B2      | Nami yo kiitekure                                                          | 26:25           | 4 avril 2020       | 20 juin 2020       | 12       | Sunrise                                  | Basée sur le manga de Hiroaki Samura |
| 61  | SA      | Argonavis from BanG Dream!                                                 | 25:25           | 11 avril 2020      | 4 juillet 2020     | 13       | Sanzigen                                 | Fait partie de la franchise BanG Dream! |
| 62  | B1      | Fire Force: Ni no fumi                                                     | 25:55           | 4 juillet 2020     | 12 décembre 2020   | 24       | David Production                         | Suite de Fire Force |
| 63  | B2      | Haikyū!! To The Top                                                        | 26:25           | 4 juillet 2020     | 19 septembre 2020  | 13       | Production I.G                           | Rediffusion après le report du 2d cours |
| 64  | SA      | Rent-A-Girlfriend                                                          | 25:25           | 11 juillet 2020    | 26 septembre 2020  | 12       | TMS Entertainment                        | Basée sur le manga de Reiji Miyajima |
| 65  | SA      | Get Up! Get Live! (en)                                                     | 25:50           | 11 juillet 2020    | 26 septembre 2020  | 12       | Spellbound                               | Projet original |
| 66  | SA      | Jujutsu Kaisen                                                             | 25:25           | 3 octobre 2020     | 27 mars 2021       | 24       | MAPPA                                    | Basée sur le manga de Gege Akutami |
| 67  | SA      | Inu to neko docchimo katteru to mainichi tanoshii (ja)                     | 25:50           | 3 octobre 2020     | 27 mars 2021       | 24       | Team Till Dawn                           | Basée sur le manga de Hidekichi Matsumoto |
| 68  | B2      | Haikyū!! To The Top: 2nd Cours                                             | 26:25           | 3 octobre 2020     | 19 décembre 2020   | 12       | Production I.G                           | Suite de Haikyū!! To The Top ; initialement prévu pour juillet 2020 avant d'être repoussé en raison de l'impact de la pandémie de Covid-19 au Japon sur la production |
| 69  | B1      | Project Scard: Scar on the Praeter (ja)                                    | 25:55           | 9 janvier 2021     | 3 avril 2021       | 13       | GoHands                                  | Projet original |
| 70  | B2      | The Hidden Dungeon Only I Can Enter (ja)                                   | 26:25           | 9 janvier 2021     | 27 mars 2021       | 12       | Okuruto Noboru                           | Basée sur la série de light novel écrite par Meguru Seto et illustrée par Note Takehana                                                                               |
| 71  | B2      | Mashiro no Oto                                                             | 26:25           | 3 avril 2021       | 19 juin 2021       | 12       | Shin-Ei Animation                        | Basée sur le manga de Marimo Ragawa |
| 72  | SA      | The World Ends With You: The Animation                                     | 25:25           | 10 avril 2021      | 26 juin 2021       | 12       | Domerica, Shin-Ei Animation              | Basée sur le jeu vidéo de Square Enix |
| 73  | SA      | Yuki Yuna is a Hero: Churutto!                                             | 25:50           | 10 avril 2021      | 26 juin 2021       | 12       | DMM.futureworks W-Toon Studio            | Basée sur le jeu vidéo de AltPlus and Scopes,. |
| 74  | B1      | Blue Reflection Ray (en)                                                   | 25:55           | 10 avril 2021      | 25 septembre 2021  | 24       | J. C. Staff                              | Basée sur le jeu vidéo développé par Gust. |
| 75  | SA      | My Next Life as a Villainess: All Routes Lead to Doom! X                   | 25:25           | 3 juillet 2021     | 18 septembre 2021  | 12       | Silver Link                              | Suite de My Next Life as a Villainess: All Routes Lead to Doom!. |
| 76  | SA      | Ore, Tsushima (en)                                                         | 25:50           | 3 juillet 2021     | 18 septembre 2021  | 12       | Fanworks Space Neko Company              | Basée sur le manga d'Opūnokyōdai. |
| 77  | B2      | Girlfriend, Girlfriend                                                     | 26:25           | 3 juillet 2021     | 18 septembre 2021  | 12       | Tezuka Productions                       | Basée sur le manga éponyme d'Hiroyuki. |
| 78  | SA      | Blue Period                                                                | 25:25           | 1er octobre 2021   | 17 décembre 2021   | 12       | Seven Arcs                               | Basée sur le manga de Tsubasa Yamaguchi. |
| 79  | SA      | "Deji" Meets Girl (en)                                                     | 25:50           | 1er octobre 2021   | 17 décembre 2021   | 12       | Liden Films                              | Projet original. |
| 80  | B1      | Yûki Yûna wa Yûsha de Aru Dai-Mankai no Shô                                | 25:55           | 1er octobre 2021   | 17 décembre 2021   | 12       | Studio Gokumi                            | Suite de Yuki Yuna is a Hero: Hero Chapter. |
| 81  | B2      | Code Geass: Lelouch of the Rebellion                                       | 26:25           | 1er octobre 2021   | 25 mars 2022       | 25       | Sunrise                                  | Rediffusion pour le 15e anniversaire de la série. |
| 82  | SA      | Quand Takagi me taquine (saison 3)                                         | 25:25           | 8 janvier 2022     | 25 mars 2022       | 12       | Shin-Ei Animation                        | Basée sur le manga de Sōichirō Yamamoto. |
| 83  | B1      | CUE! (en)                                                                  | 25:55           | 8 janvier 2022     | 25 juin 2022       | 24       | Yumeta Company Graphinica                | Basée sur le jeu mobile de Liber Entertainment. |
| 84  | B2      | Aharen-san wa Hakarenai                                                    | 26:25           | 2 avril 2022       | 18 juin 2022       | 12       | Felix Film                               | Basée sur le manga d'Asato Mizu,. |
| 85  | SA      | Mahjong Soul Pong                                                          | 25:50           | 2 avril 2022       | 18 juin 2022       | 12       | Scooter Films                            | Basée sur le jeu mobile de Cat Foot Studios. |
| 86  | SA      | Dance Dance Danseur                                                        | 25:25           | 9 avril 2022       | 18 juin 2022       | 11       | MAPPA                                    | Basée sur le manga de George Asakura. |
| 87  | SA      | Rent-A-Girlfriend (saison 2)                                               | 25:25           | 2 juillet 2022     | 17 septembre 2022  | 12       | TMS Entertainment                        | Suite de Rent-A-Girlfriend. |
| 88  | B1      | Lucifer and the Biscuit Hammer (en)                                        | 25:55           | 9 juillet 2022     | 24 décembre 2022   | 24       | NAZ                                      | Basé sur le manga de Satoshi Mizukami (en). |
| 89  | B2      | Code Geass                                                                 | 26:25           | 9 juillet 2022     | 31 décembre 2022   | 12       | Sunrise                                  | Suite de Code Geass, rediffusion à l'occasion du 15e anniversaire. |
| 90  | SA      | Legend of Mana: The Teardrop Crystal (en)                                  | 25:25           | 8 octobre 2022     | 24 décembre 2022   | 12       | Yokohama Animation Laboratory Graphinica | Basé sur le jeu vidéo Legend of Mana de Square Enix. |
| 91  | SA      | Giant Beasts of Ars (en)                                                   | 25:25           | 7 janvier 2023 AAA | 25 mars 2023       | 12       | Asahi Production                         | Scénario original. |
| 92  | B1      | Endo and Kobayashi Live! The Latest on Tsundere Villainess Lieselotte (en) | 25:55           | 7 janvier 2023     | 25 mars 2023       | 12       | Tezuka Productions                       | Basé sur le light novel de Suzu Enoshima. |
| 93  | B2      | Mobile Suit Gundam: The Witch from Mercury                                 | 26:25           | 7 janvier 2023     | 25 mars 2023       | 12       | Sunrise                                  | Rediffusion de la première partie. |
| 94  | SA      | Goddesses Cafe Terrace                                                     | 25:25           | 8 avril 2023       | 24 juin 2023       | 12       | Tezuka Productions                       | Basé sur le manga de Kōji Seo. |
| 95  | B1      | Magical Destroyers                                                         | 25:25           | 8 avril 2023       | 24 juin 2023       | 12       | Bibury Animation Studios                 | Scénario original. |
| 96  | B2      | Otaku Elf (en)                                                             | 25:25           | 8 avril 2023       | 24 juin 2023       | 12       | C2C                                      | basé sur le manga d'Akihiko Higuchi. |
| 97  | SA      | Rent-A-Girlfriend (saison 3)                                               | 25:23           | 8 juillet 2023     | 30 septembre 2023  | 12       | TMS Entertainment                        | Suite de Rent-A-Girlfriend. |
| 98  | SA      | Ikimono-san                                                                | 25:50           | 8 juillet 2023     | 30 septembre 2023  | 12       | New Deer                                 | Basé sur le court-métrage et le jeu vidéo My Exercise (en) d'Atsushi Wada.                                                                                            |
| 99  | B1      | The Gene of AI                                                             | 25:53           | 8 juillet 2023     | 30 septembre 2023  | 12       | Madhouse                                 | Basé sur le manga de Kyūri Yamada. |
| 100 | B2      | Mon chat à tout faire est encore tout déprimé                              | 26:23           | 8 juillet 2023     | 30 septembre 2023  | 13       | GoHands                                  | Basé sur le manga d'Hitsuji Yamada. |
| 101 | SA      | Undead Unluck                                                              | 25:23           | 7 octobre 2023     | 23 mars 2024       | 24       | David Production                         | Basé sur le manga de Yoshifumi Tozuka. |
| 102 | B1      | The Kingdoms of Ruin                                                       | 25:53           | 7 octobre 2023     | 23 décembre 2023   | 12       | Yokohama Animation Laboratory            | Basé sur le manga de yoruhashi. |
| 103 | B2      | Girlfriend, Girlfriend (saison 2)                                          | 26:23           | 7 octobre 2023     | 23 décembre 2023   | 12       | SynergySP                                | Suite de Girlfriend, Girlfriend. |
| 104 | B1      | Pon no Michi (en)                                                          | 25:53           | 6 janvier AAA      | 23 mars AAA        | 12       | OLM                                      | Scénario original. |
| 105 | B2      | Haikyu!! Otokoma Selection                                                 | 26:23           | 6 janvier 2024     | À venir            | À venir  | Production I.G                           | Rediffusion dépisodes variés de la série. |
| 106 | SAT     | Wind Breaker                                                               | 24:26           | 5 avril 2024       | À venir            | 13       | CloverWorks                              | Basé sur le manga de Satoru Nii. |
| 107 | B1      | Highspeed Étoile                                                           | 25:53           | 6 avril 2024       | 22 juin 2024       | À venir  | Studio A-Cat                             | Scénario original. |
| 108 | SAT     | Goddesses Cafe Terrace (saison 2)                                          | 24:26           | À venir            | À venir            | À venir  | Tezuka Productions                       | Suite de Goddesses Cafe Terrace. |
| 109 | B1      | Dungeon People (en)                                                        | 25:53           | 6 juillet 2024     | À venir            | À venir  | OLM                                      | Basé sur le manga de Sui Futami. |
| 110 | B2      | Quality Assurance in Another World (en)                                    | 26:23           | 6 juillet 2024     | À venir            | À venir  | 100Studio Studio Palette (en)            | Basé sur le manga de Masamichi Sato. |
| 111 | SAT     | Dandadan                                                                   | 24:26           | octobre 2024       | À venir            | À venir  | Science Saru                             | Basé sur le manga de Yukinobu Tatsu. |
| 112 | À venir | Mahō Tsukai ni Narenakatta Onna no Ko no Hanashi (en)                      | À venir         | octobre 2024       | À venir            | À venir  | J.C.Staff                                | Basé sur le manga de Yuzuki Akasaka. |